# هرهارو
هرهارو أو خرخارو ملك آشوري، ترتيبه الخامس في قائمة الملوك الآشوريين من بين ستة عشر من الملوك المعروفين باسم «ملوك الخيام» وهم بالاصل زعماء قبليون لأحدى القبائل البدوية السامية. ومن الممكن انه كان من سكان خارخار في بلاد ميديا، والتي أصبحت محافظة آشورية خلال الفترة الآشورية الحديثة.
وصفت ملفات مملكة ماري كيف سارت قبائل سامية وراء نهر دجلة ثم عبرت إلى بلاد ما بين النهرين، حيث استقرت هناك، ويفترض أن هرهارو كان واحدا من زعماء القبائل التي سكنت في شمال بلاد مابين النهرين. وبما أن قائمة الملوك ادعت وجود علاقة فيما بين أول 15 ملكاً آشورياً من الذين سكنوا الخيام، فمن المفترض أن هولاء كانوا زعماء القبائل التي اتحدت فيما بينها لتكون اتحاد آشور.
وان خلال فترة حكم ملوك الخيام كانت تلك المنطقة تحت سيطرة حكام الأكديين للفترة (2350-2150 ق.م) وسلالة أور الثالثة (2100-2000 ق.م). فقد نصبت في مدينة آشور حكام نيابة عنهم، وصلنا ثلاثة أسماء منهم (إتيتي) و (ازوزو 2269-2255 ق.م) و (زاريقوم 2047-2038 ق.م)